# 李霄鵬
李霄鵬（リー・シャオポン、1975年6月20日 - ）は、中華人民共和国のサッカー選手、指導者。サッカー中国代表として2002 FIFAワールドカップに出場した。

## 来歴

### クラブ
1994年から2005年まで一貫して中国サッカー・甲級リーグの山東泰山足球倶楽部でプレーしたベテランである。同チームで217試合出場し、42得点を挙げていた。現役時代のポジションはミッドフィールダー。

### 代表
2000年に中国代表に選ばれ、2001年にワールドカップのアジア予選とトップ10の試合に出場し、2002年FIFAワールドカップに出場した。

### 監督
2005年11月に引退した後、山東泰山足球倶楽部の競技部長に就任した。監督のトレーニングを受けた後、山東女子サッカーチームの監督を務めて、同チームは中華人民共和国全国運動会と女子スーパーリーグに出場した。
2010年8月、中国サッカー協会によりサッカー中国女子代表の監督に選ばれたが、2011年9月にサッカー中国女子代表が2012年ロンドンオリンピックに出場できなかったため、李は辞任した。
2013年12月26日、青島中能足球倶楽部のヘッドコーチに就任。
2015年1月26日、石家荘永昌足球倶楽部のマネージャーに就任。
2015年12月5日、山東泰山足球倶楽部の副マネージャー、テクニカルディレクター、中国人選手のコーチを務め、2017年12月1日より山東泰山のヘッドコーチに就任することが発表され、2020年10月5日に退任した。
2020年6月11日、山東サッカー協会会長に選ばれた 。
2020年12月27日、武漢卓爾足球倶楽部のヘッドコーチと副マネージャーを務めると発表した。
2021年12月3日、批判を浴びていた李鉄の後任として、中国サッカー協会によりサッカー中国代表の監督に起用された。中国で初の女子と男子の両ナショナルチームの監督を務めた人物となった。

## 代表歴

### 出場大会
- 中国代表
  - 2002 FIFAワールドカップ

### 試合数
- 国際Aマッチ 38試合 3得点（2000年-2004年）[8]

| 中国代表 | 国際Aマッチ | 国際Aマッチ |
| 年       | 出場        | 得点        |
| -------- | ----------- | ----------- |
| 2000     | 5           | 0           |
| 2001     | 15          | 1           |
| 2002     | 9           | 0           |
| 2003     | 4           | 0           |
| 2004     | 5           | 2           |
| 通算     | 38          | 3           |

### 得点
| 時間          | 場所 | 相手チーム       | スコア | 試合                     | 得点数（累計） |
| ------------- | ---- | ---------------- | ------ | ------------------------ | -------------- |
| 2001年8月25日 | 瀋陽 | アラブ首長国連邦 | 3-0    | 2002年ワールドカップ予選 | 1（1）         |
| 2004年6月9日  | 天津 | マレーシア       | 4-0    | 2006年ワールドカップ予選 | 2（3）         |

## タイトル
- 1995年、山東泰山足球倶楽部代表（中国FAカップ優勝）
- 1996年、山東泰山足球倶楽部代表（中国FAカップ準優勝）
- 1999年、山東魯能泰山足球倶楽部代表（甲A級、中国FAカップ優勝）